# آلف هوروم
آلف هوروم (انگلیسی: Alf Hurum; ۲۱ سپتامبر ۱۸۸۲ – ۱۲ اوت ۱۹۷۲) نقاش، آهنگساز، و رهبر (موسیقی) اهل نروژ بود.